# Bucheonstadion
Het Bucheonstadion (Koreaans: 부천종합운동장) is een multifunctioneel stadion in Bucheon, een stad in Zuid-Korea. 
Het stadion maakt deel uit van het grotere Bucheon Sportcomplex. In het stadion is plaats voor 35.545 toeschouwers. Het stadion werd geopend in 2001.
Het stadion wordt vooral gebruikt voor voetbalwedstrijden, de voetbalclub Bucheon FC 1995 maakt gebruik van dit stadion. Ook Bucheon SK maakte er gebruikt van, maar deze club verhuisde in 2006 naar een ander stadion. Het stadion kan ook worden gebruikt voor atletiekwedstrijden, om het grasveld heen ligt een atletiekbaan.